# National Museum of Art, Osaka

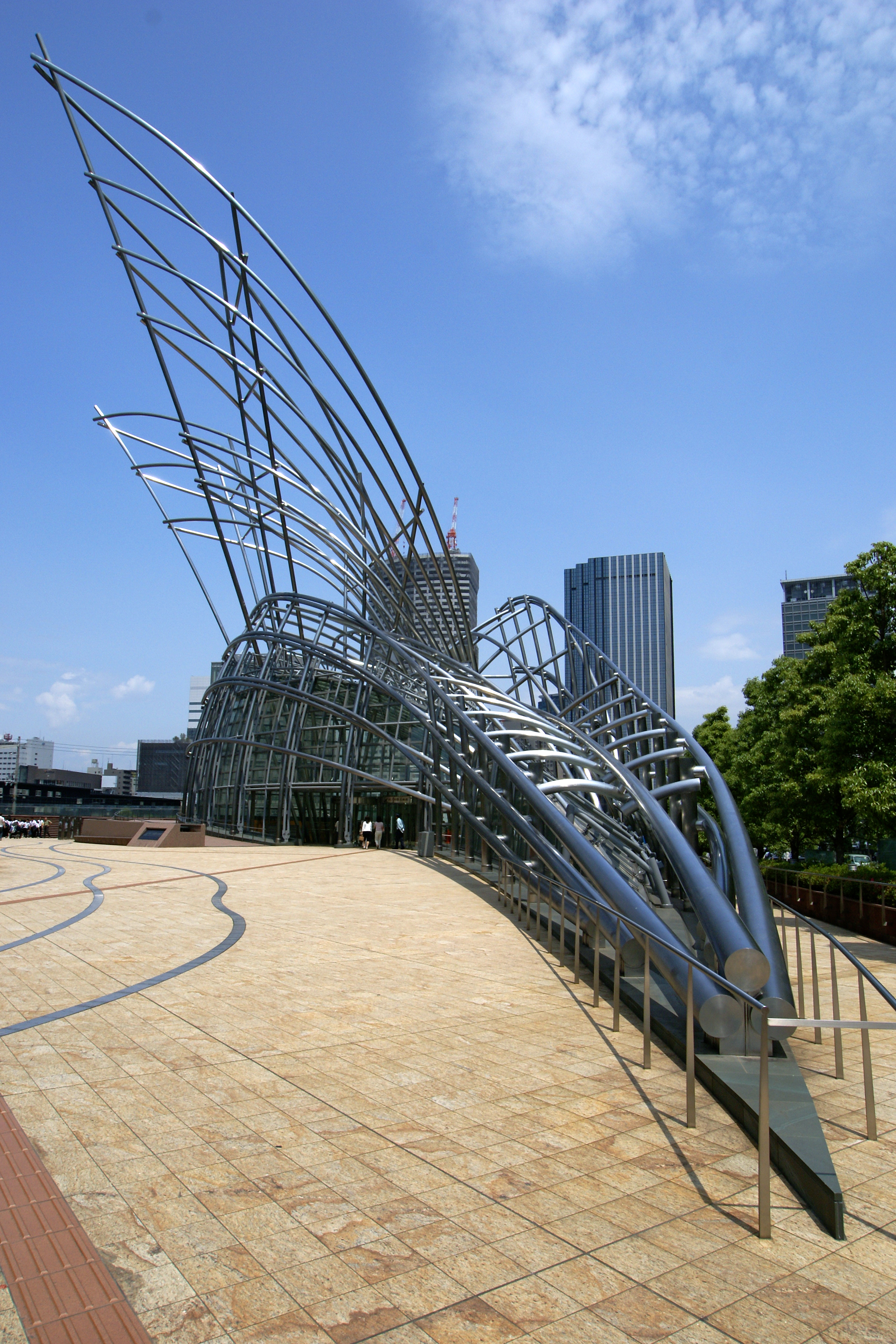
Rahmenkonstruktion des Museums

Das National Museum of Art, Osaka (kurz NMOA; englisch für japanisch 国立国際美術館 kokuritsu kokusai bijutsukan, deutsch ‚Staatliches Internationales Kunstmuseum‘) ist ein Museum, das sich in der japanischen Stadt Osaka befindet.

## Geschichte
Das heutige Museum diente bei der 1970 in Osaka veranstalteten Expo ’70 als Pavillon of Fine Arts.  Nach Abschluss der Expo wurde das Gebäude renoviert und am 15. Oktober 1977 als Japans viertes Nationalmuseum eröffnet. Das Hauptziel des Museums bestand darin, Kunstwerke zu sammeln, zu lagern und öffentlich zu zeigen. Außerdem sollten Forschungen durchgeführt werden, um die Beziehung zwischen der Entwicklung der japanischen Kunst und der Kunst aus dem Rest der Welt zu erläutern. Dieses Ziel erwies sich jedoch als schwierig, da es aufgrund von Budgetbeschränkungen nicht möglich war, die benötigten Originalwerke zu beschaffen. In der Anfangsphase standen nur wenige Exponate zur Verfügung, sodass die Sammlung vorübergehend mit Werke aus dem Nationalmuseum für moderne Kunst Kyōto ergänzt wurde. Dem Museum flossen in der Folgezeit Werke aus Nachlässen und von Sponsoren zu. Die Sammlung wuchs nach und nach weiter an und hatte bis 1982 die Zahl von 2000 und  bis 2011 von 6000 Werken überschritten.
Neben den ständig gezeigten Werken werden in jedem Jahr auch Sonderausstellungen organisiert. Vom 11. September 2023 bis 5. Februar 2024 ist das Museum wegen Umbauarbeiten geschlossen. Ab 6. Februar 2024 ist eine dreimonatige Sonderausstellung „Antikes Mexiko: Maya, Azteken und Teotihuacán“ vorgesehen.

## Architektur
Nach Aussage des Architekten César Pelli soll die das Museum umgebende äußere Gestaltung ausdrücken, wie Bambus aus dem Boden wächst, nach den Wolken greift und im Wind schwankt. Das Museum befindet sich auf der Nakanoshima-Sandbank im Stadtbezirk Kita-ku, die zwischen den beiden schmalen Flüssen Tosabori und Dōjima liegt. Das Museum ist in drei unterirdische Etagen und eine oberirdische unterteilt. Das unterirdische Design des Museums ist derart konzipiert, dass kein Wasser von den Flüssen eindringen kann. Die Struktur erinnert an ein U-Boot und kann dem Auftrieb des umgebenden Wassers widerstehen. Eine dreischichtige Hülle des Gebäudes aus Beton- und Abdichtungsmembranen erreicht eine Dicke von ca. drei Metern. Durch ein Glasdach kann das Tageslicht in die obere Etage gelangen.

## Ausstellungen
Im Museum befinden sich ca. 8000 Exponate von Künstlern aus Japan und vielen anderen Ländern. Schwerpunktmäßig werden nach 1945 entstandene Werke ausgestellt.
Die Sammlungen der Nationalen Museen für Moderne Kunst in Japan haben einen gemeinsamen Katalog aufgelegt. Daran beteiligt sind:
- Nationalmuseum für moderne Kunst Kyōto (MOMAK)
- Nationalmuseum für moderne Kunst Tokio (MOMAT)
- Nationalmuseum für westliche Kunst in Tokio (NMWA)
- National Museum of Art, Osaka (NMAO)
- Nationales Handwerksmuseum in Kanazawa